# 택천기
《택천기》(중국어 간체자: 择天记, 정체자: 擇天記, 병음: Zé tiān jì 쩌톈지[*])는 중국 웹 소설을 원작으로 한 텔레비전 애니메이션 작품 및 판타지 드라마 작품.

## 등장 인물

### 국교학원(國敎學院)
- 진장생(陳長生) - 성우 : 선다웨이(沈达威) / 배우 : 루한 (소년 : 양쩡시(杨曾曦))
- 당삼십육 (唐三十六) - 성우 : 샤레이(夏磊) / 배우 : 쩡순시(夏磊)
- 백락형 (白落衡) - 성우 : 추추(醋醋) / 배우 : 우첸(吴倩)
- 헌원파 (軒轅破) - 성우 : 헤이스런(黑石稔) / 배우 : 가오한위(高瀚宇)
- 절수 (折袖) - 배우 : 쥐셴하오(具贤皓)
- 복신지 (伏新知)
- 진북귀 (陳富貴)
- 김옥률 (金玉律) - 배우 : 아치 카오

### 천도원(天道院)
- 장부원장 (莊副院長) - 성우 : 왕위항(王宇航)
- 모추위 (茅秋雨) - 성우 : 하이판(海帆)
- 장환우 (莊換羽) - 성우 : 아제(阿杰) / 배우 : 위량(宇梁)
- 유중산 (劉重山)
- 목로 (木怒)
- 관백 (關白)
- 당가이야 (唐家二爺)

### 적성학원(摘星學院)
- 진관송 (陳觀松)

### 이궁부원(離宮附院)
- 소묵우 (蘇墨虞) - 배우 : 런하오(任豪)

### 종사소(宗祀所)
- 주자횡 (周自橫)
- 천해아아 (天海牙兒)

### 괴원(槐院)
- 종회 (鍾會)
- 곽광 (霍光) - 배우 : 집(执)
- 왕파 (王破) - 배우 : 난푸룽(南伏龙)

### 진장성 관련 인물
- 서유용 (徐有容) - 성우 : 양멍루(杨梦露) / 배우 : 구리나자(古力娜扎) (유년 : 뤼천웨(吕晨悦))
- 상아 (霜兒) - 성우 : 구이웨(鬼月) / 배우 : 위양(于洋)
- 여인 (余人) - 성우 : 셰톈톈(谢添天) (유년 : 펑쥔화(冯骏骅)) / 푸자(付嘉) (유년 : 류뤄구(刘若谷))
- 계도인 (計道人) - 성우 : 하이판(海帆) / 배우 : 쩡즈웨이(曾志偉)

### 황궁(皇宮)
- 막우 (莫雨) - 성우, 배우 : 쉬링웨(许龄月)
- 성후 (聖后) - 성우 : 구이웨(鬼月) / 배우 : 천수(陈数)
- 평국공주 (平國公主)
- 진유군왕 (陳留郡王) - 성우 : 칭보더자샹(轻薄の假相) / 배우 : 쭈화이(祖怀)
- 진통 (周通) - 배우 : 왕마오레이(王茂蕾)

### 오성인(五聖人)
- 인 (寅) - 배우 : 장자오후이(張兆輝)
- 남방성녀 (南方聖女)
- 배항야 (白行夜) - 배우 : 왕처(王策)
- 목부인 (牧夫人) - 배우 : 궁베이비(龚蓓苾)

### 천해가(天海家)
- 천해승무 (天海承武) - 배우 : 런산(任山)
- 천해승설 (天海勝雪)
- 천해아아 (天海牙兒) - 성우 : 쑹반뉴(松阪牛) / 배우 : 취저밍(曲哲明)
- 성후 (聖后)

### 당가(唐家)
- 당삼십육 (唐三十六)
- 당가이야 (唐家二爺)

### 별가(別家)
- 별천심 (別天心)
- 야흥경 (野興慶)

### 막가(莫家)
- 막문산 (莫文山)
- 막우 (莫雨)

### 추산가(秋山家)
- 추산원신 (秋山源信) - 성우 : 왕위항(王宇航)

### 서가(徐家)
- 서태재 (徐太宰) - 배우 : 허창(賀镪)
- 서세적
- 서부인 - 배우 : 퉁퉁(童彤)
- 서유용

### 천서릉(天書陵)
- 연광 (年光)
- 기진 (紀晉) - 배우 : 궈자눠(郭家諾)
- 소송궁 (小松宮) - 배우 : foxman1

### 국교(國敎)
- 화개부 (華介夫)

### 6거물
- 능해지왕 (凌海之王)
- 백석도인 (白石道人)
- 사원도인 (司源道人)

### 신국칠률 (神國七律)
- 추산군 (秋山君)- 배우 : 장준닝(张峻宁)
- 구한식 (苟寒食) - 성우 : 셰톈톈(谢添天)
- 양소효(梁笑曉)
- 관비백(關飛白) - 성우 : Mario / 배우 : 취안페이룬(權沛倫)
- 양반호(梁半湖)
- 백채(白菜)
- 칠간(七間) - 성우 : 펑쥔화(冯骏骅) / 배우 : 유징루(尤靖茹)

### 대륙38신장(大陸三十八神將)
- 서세적(徐世績) - 성우 : 왕위항(王宇航)
- 설성천(薛醒川) - 배우 : 왕보칭(王铂清)
- 비전(費典)
- 진중(秦重)
- 우궁(雨宮)
- 설하(薛河)

### 마족(魔族)
- 마군(魔君)
- 신마군(新魔君)
- 남객(南客) - 배우 : 야오디(姚笛)
- 야식(耶識) - 성우 : 헤이스런(黑石稔) / 배우 : 리차오(李超)
- 야식호란(耶識呼闌)
- 야식단률(耶識檀律)- 배우 : 구유밍(顾又铭)
- 유죽(幽竹)
- 원비(猿飛)
- 현명(玄冥)
- 련(蓮)- 배우 : 지리吉丽)
- 무면(無面) - 배우 : 쉬자만(徐嘉蔓)
- 금률(琴律)- 배우 : 우야쥔(吴雅君)
- 현유자(玄幽子) - 배우 : 바이하이타오(白海濤)

### 기타
- 왕지책(王之策)
- 초장(肖張)
- 백해(白海)
- 묘로반(墓老闆)
- 매리사(梅里砂) - 성우 : 하이판(海帆)
- 신교사(辛敎士) - 성우 : 샤레이(夏磊) / 배우 : 바이샹(白翔）
- 태종(太宗) - 배우 : 허중화(何中華)
- 주사(硃砂) - 배우 : 린쓰이(林思意)

## 애니메이션

### 각화 목록
| 화수  | 제목                                    |
| 제1기 | 제1기                                   |
| ----- | --------------------------------------- |
| 1     | 초립진세 쐐기(전편) 初入尘世 楔子（上） |
| 2     | 초립진세 쐐기(후편) 初入尘世 楔子（下） |
| 3     | 신장부퇴혼 神将府退婚                   |
| 4     | 청등6원 青藤六院                        |
| 5     | 국교학원을 재개방 重开国教学院          |
| 6     | 마족 킬러 魔族杀手                      |
| 7     | 국교학원의 새로운 학생 国教学院的新学生 |
| 8     | 청등연의 제1밤 青藤宴第一夜             |
| 9     | 폭풍 속의 전야 暴风雨前的宁静           |
| 10    | 동궁의 죄수 桐宫之囚                    |
| 11    | 가르치 려합니다 请赐教                  |
| 12    | 두루미를 믿습니다(전편) 白鹤为凭（上）  |
| 13    | 두루미를 믿습니다(후편) 白鹤为凭（下）  |
| 제2기 |                                         |
| 1     | 파문 破门                               |
| 2     | 위공 围攻                               |
| 3     | 이궁 离宫                               |
| 4     | 신방 新榜                               |
| 5     | 좌조 坐照                               |
| 6     | 조시 朝试                               |
| 7     | 미궁 迷宫                               |
| 8     | 일권(펀치) 一拳                         |
| 9     | 경타(고전) 硬打                         |
| 10    | 불전 不战                               |
| 11    | 재연 再燃                               |
| 12    | 방수 榜首                               |
| 제3기 |                                         |
| 1     | 수관 授冠                               |
| 2     | 성제 星祭                               |
| 3     | 미도 迷途                               |
| 4     | 파장 破障                               |
| 5     | 해비 解碑                               |
| 6     | 성요 星耀                               |
| 7     | 용훈 龙魂                               |
| 8     | 경변 惊变                               |
| 9     | 시구 施救                               |
| 10    | 암산 暗算                               |
| 11    | 결살 决杀                               |
| 12    | 열반 涅槃                               |

### 노래
- 예고편 주제가

〈역세성국(逆世成局)〉
- 오프닝 곡

〈장생(长生)〉(시즌1 제7 - 11화)
〈소년행(少年行)〉(시즌1 제12 - 13화)
〈소원(溯源)〉(시즌2)
〈천서(天书)〉(시즌3)
- 엔딩 곡

〈란산(阑珊)〉(시즌1 제1 - 12화)
〈역세성국(逆世成局)〉(시즌1 제13화)
〈소년행(少年行)〉(시즌2)
〈성설(星屑)〉(시즌3)
〈정화(情花)〉(시즌4)